# Franz Anton Christoph von Murach
Franz Anton Christoph von Murach lebte in der 2. Hälfte des 18. Jahrhunderts und war Kommandant der Festung Ehrenbreitstein.

## Leben
Er war kurfürstlicher trierischer Generalfeldmarschallleutnant, Gouverneur der Festungen Ehrenbreitstein und Koblenz, Befehlshaber eines Regiments zu Fuß (Obrister), Hofkriegsrat und kurfürstlicher Kämmerer. Ab 1773 war er Ritter des kurfürstlichen Ordens vom Pfälzer Löwen, Vorläufer des Bayerischen Verdienstordens. Johann III Bernoulli berichtet in seinen Reisebeschreibungen über eine persönliche Begegnung mit dem Kommandanten am 3. September 1769 auf der Festung Ehrenbreitstein.

## Familie
Freiherr Franz Anton Christoph von Murach auf Niedermurach stammte aus dem Familiengeschlecht der von Murach, das von Ministerialen auf der Burg Obermurach abstammte. Sein Vater war Franz Christoph Anton von Murach, seine Mutter Marie Louise Charlotte von Weitershausen. Verheiratet war er mit Maria Emiliana Christiana von Bastheim, mit der er eine Tochter hatte: Clara Elisabetha von Murach, Ehefrau von Graf Franz Xaver Basselet von La Rosée (* 21. August 1774 in München; † 8. Januar 1829 in Neuburg an der Donau). Die Familie der Basselet Graf von La Rosée war von 1805 bis 1834 im Besitz von Schloss Possenhofen am Starnberger See, auf dem die spätere Kaiserin Elisabeth von Österreich-Ungarn aufwuchs, genannt Sissi.